# A választás, népszavazás és európai polgári kezdeményezés rendje elleni bűncselekmény
A választás, népszavazás és európai polgári kezdeményezés rendje elleni bűncselekmény a hatályos magyar Büntető Törvénykönyv egyik Különös részi tényállása. A XXXIV. Fejezetbe, a közigazgatás rendje elleni bűncselekmények közé tartozik.

## A hatályos szabályozás
Aki a választási eljárásról szóló törvény vagy a népszavazás kezdeményezéséről, az európai polgári kezdeményezésről, valamint a népszavazási eljárásról szóló törvény hatálya alá tartozó választás, népszavazás és európai polgári kezdeményezés során
- a) a jelölési eljárás szabályait megszegve erőszakkal, fenyegetéssel, megtévesztéssel vagy anyagi juttatással szerez ajánlást,
- b) népszavazás vagy európai polgári kezdeményezés indítványozása érdekében erőszakkal, fenyegetéssel, megtévesztéssel vagy anyagi juttatással szerez aláírást,
- c) jogosultság nélkül szavaz,
- d) jogosulatlanul aláír, hamis adatokat tüntet fel,
- e) arra jogosultat a választásban, a népszavazásban, a népszavazási vagy az európai polgári kezdeményezésben akadályoz, vagy erőszakkal, fenyegetéssel, megtévesztéssel, vagy anyagi juttatással befolyásolni törekszik,
- f) megsérti a választás vagy a népszavazás titkosságát,
- g) meghamisítja a választás, a népszavazás, a népszavazási vagy az európai polgári kezdeményezés eredményét,
- h) a jelölési eljárás során az ajánlásáért, illetve a népszavazás kezdeményezése vagy európai polgári kezdeményezés indítványozása során az aláírásáért anyagi juttatást fogad el,
- i) szavazatát anyagi juttatás nyújtásától teszi függővé, és erre tekintettel anyagi juttatást fogad el,

bűntettet követ el és három évig terjedő szabadságvesztéssel büntetendő.
Az (1) bekezdés szerint büntetendő, aki nemzetiségi önkormányzati képviselőjelöltként történő nyilvántartásba vételhez szükséges nyilatkozatában korábbi nemzetiségi önkormányzati képviselőjelöltségére vonatkozóan valótlan tartalmú nyilatkozatot tesz.

## Története
E bűncselekmény neve az 1978. évi V. törvény szerint A választás, népszavazás és népi kezdeményezés rendje elleni bűncselekmény volt.